# Guida Blu
La Guida Blu è una guida turistica realizzata dal 1999 da Legambiente e dal Touring Club Italiano che contiene una classifica delle località turistiche costiere; è finalizzata a valorizzare risorse storico-artistiche e naturalistiche e l'impegno delle amministrazioni sulla salvaguardia dell'ambiente e lo sviluppo sostenibile. Dal 2014 ha modificato il titolo in Il mare più bello.

## Vele blu

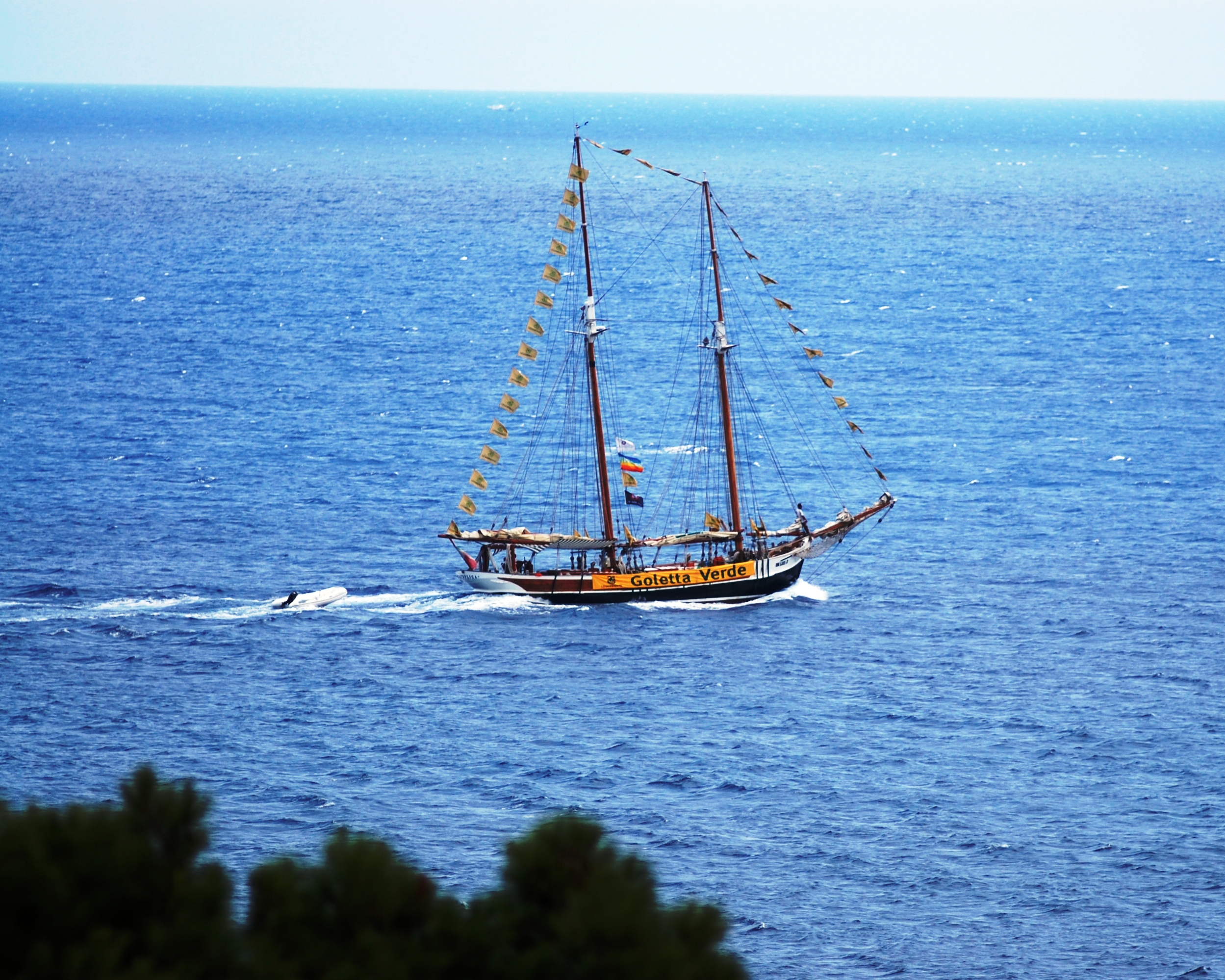
La Goletta verde di Legambiente

La classifica è stesa in termini di numeri di vele blu assegnate alle località esaminate, con cinque vele che rappresentano il massimo riconoscimento.
I parametri considerati per l'assegnazione delle vele sono la qualità delle acque di balneazione, efficacia della raccolta differenziata dei rifiuti, la gestione delle risorse idriche, la presenza di aree pedonali, efficienza dei servizi, la valorizzazione del paesaggio e delle produzioni locali.
I comuni presenti nella guida sono una selezione da parte dei circoli locali di Legambiente di quelli definiti "centri balneari" dal Touring Club Italiano. Per questi comuni sono raccolte informazioni sulla qualità dei servizi ricettivi e sulla qualità ambientale del territorio, anche grazie ai dati raccolti della Goletta Verde di Legambiente.
Gli indicatori considerati sono più di 100, provenienti da fonti quali l'Istituto nazionale di statistica, l'Associazione Nazionale Comuni Italiani, la Camera di commercio, industria, artigianato e agricoltura, il Ministero della Salute, l'Enel e l'Agenzia nazionale del turismo.
Le macroaree alle quali possono essere riferiti i parametri sono:
- uso del suolo, degrado del paesaggio, biodiversità, attività turistiche;
- stato delle aree costiere;
- accessibilità alle destinazioni e mobilità locale;
- consumo e produzione di energia;
- consumi idrici e sistemi di trattamento delle acque reflue;
- produzione e gestione dei rifiuti;
- iniziativa per il miglioramento della sostenibilità;
- sicurezza alimentare e produzioni tipiche di qualità;
- opportunità e qualità della vacanza;
- struttura sanitaria e sociale.

Sommando il punteggio ottenuto in queste classi si ottiene un punteggio complessivo su una scala da 1 a 100, alla quale viene fatta corrispondere l'assegnazione da una a 5 vele.

## Valutazioni addizionali
Alla valutazione complessiva della località tramite le vele, si affiancano anche valutazioni specifiche delle località su particolari aspetti come:
- qualità ambientale, indicata da 1 a 5 stelle: in base al punteggio totalizzato nelle classi di indicatori relativi a paesaggio naturale, paesaggio costiero, paesaggio urbano, qualità del costruito e vivibilità;
- qualità dell'accoglienza, indicata da 1 a 5 petali: calcolata sulla capacità ricettiva, i servizi turistici, la mobilità, il ciclo dei rifiuti, il ciclo delle acque;
- pulizia del mare e delle spiagge, indicato con il simbolo delle onde: indica la presenza di spiagge libere, l'affollamento del litorale, la presenza di servizi di sicurezza a terra;
- offerta di luoghi d'interesse storico-culturale, indicate dal simbolo del castello: presenza di artigianato di qualità, musei e siti archeologici;
- presenza di fondali particolarmente interessanti e servizi a terra per chi pratica l'attività subacquea, indicata con il simbolo delle bollicine;
- presenza di servizi per disabili motori;
- iniziative per migliorare la sostenibilità ambientale e riduzione dei consumi energetici, contrassegnate con l'albero: nel caso di realizzazione di piste ciclabili e di isole pedonali, istituzione di servizi di trasporto pubblico tra il centro abitato e il mare.

## Località a Cinque Vele

### 2024
Nel 2024 le Cinque Vele sono assegnate a 21 località di mare e a 12 località lacustri.
Le prime cinque classificate nella prima categoria sono, nell'ordine: Pollica, con le frazioni di Acciaroli e Pioppi (SA), Nardò (LE), Baunei (NU), Domus de Maria (SU), Castiglione della Pescaia (GR).
Tra località di lago, le prime classificate sono: Molveno (Lago di Molveno, TN), Appiano sulla Strada del Vino (Lago di Monticolo, BZ), Massa Marittima (Lago dell'Accesa), Sospirolo (Lago del Mis, BL), Avigliana (Lago di Avigliana Grande, TO).